# Burlison
Burlison är en ort i Tipton County i Tennessee. Stavningen till trots har orten fått sitt namn efter William Lafayette Burleson. Burlison hade 425 invånare enligt 2010 års folkräkning.